# Elvasia brevipedicellata
Elvasia brevipedicellata là một loài thực vật có hoa trong họ Ochnaceae. Loài này được Ule mô tả khoa học đầu tiên năm 1915.